# Painting the Century: 101 Portrait Masterpieces 1900–2000
«Painting the Century: 101 Portrait Masterpieces 1900—2000» (рус. Рисуя век: 101 портретный шедевр 1900—2000) — международная выставка, состоявшаяся в лондонской Национальной портретной галерее в 2000—2001 годах, на которой были представлены портреты, датированные каждым годом XX века. Главными целями выставки являлись демонстрация развития портретного жанра на протяжении столетия и хронологической цепочки важных исторических событий века.
К её открытию был подготовлен обширный каталог, включивший список из 101 наименования картин, по мнению экспертов, являющимися одними из лучших работ этого жанра в прошедшем веке.

## Портреты

### 1900-е
- 1900 — «Портрет королевы Виктории» (Queen Victoria), 1900, Генрих фон Ангели
- 1901 — «Бурская война» (The Boer War), 1901, Шоу, Джон Байем Листон
- 1902 — «Надежда» (The Hope), 1902, Куно Амье
- 1903 — «Диана нагорий»(Diana of the Uplands), 1903-04, Ч. В. Фарс (Charles Wellington Furse)
- 1904 — «Сэр Франк Светтенхэм», 1904, Джон Сарджент
- 1905 — «Женщина, надевающая рубашку» (Woman wearing a Chemise), 1905, Пабло Пикассо
- 1906 — «Консуэло, герцогиня Мальборо и её сын лорд Айвор Спенсер-Черчилль», 1906, Джованни Больдини
- 1907 — «Автопортрет на красном фоне» (Self-portrait against Red Background), 1906, Эдвард Мунк
- 1908 — «Славия (Портрет Джозефины Крейн Брэдли)» (Josephine Crane Bradley as Slavia), 1908, Альфонс Муха
- 1909 — «В честь Мане» (Homage to Manet), 1909, Уильям Орпен

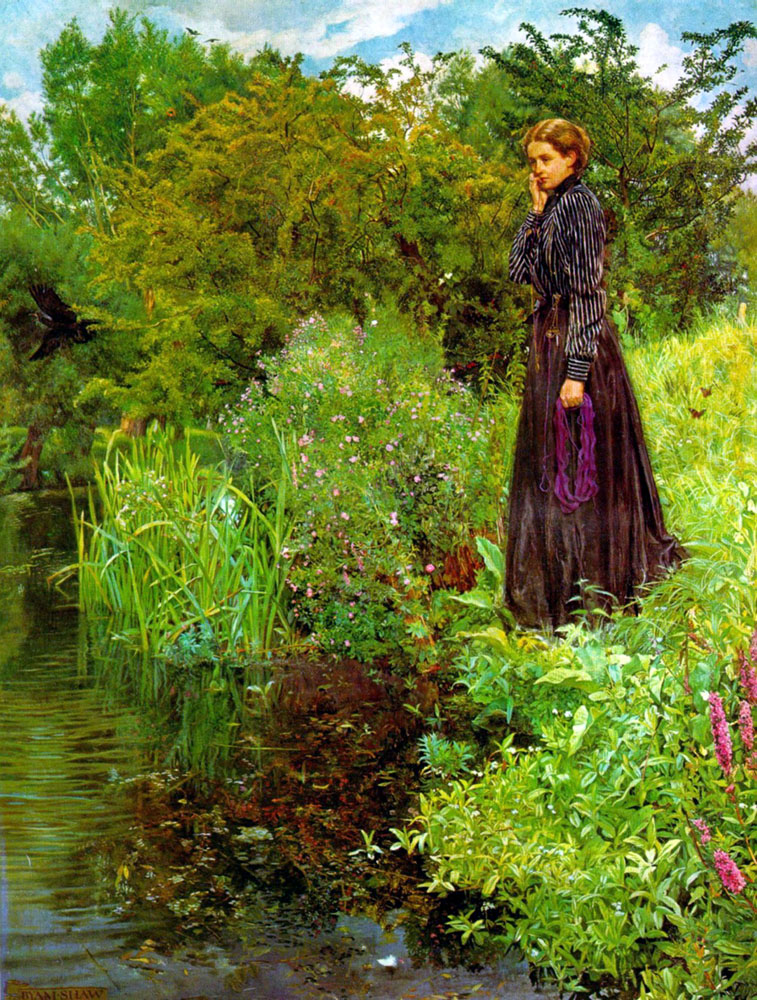
«Бурская война», Байем Шоу, 1901
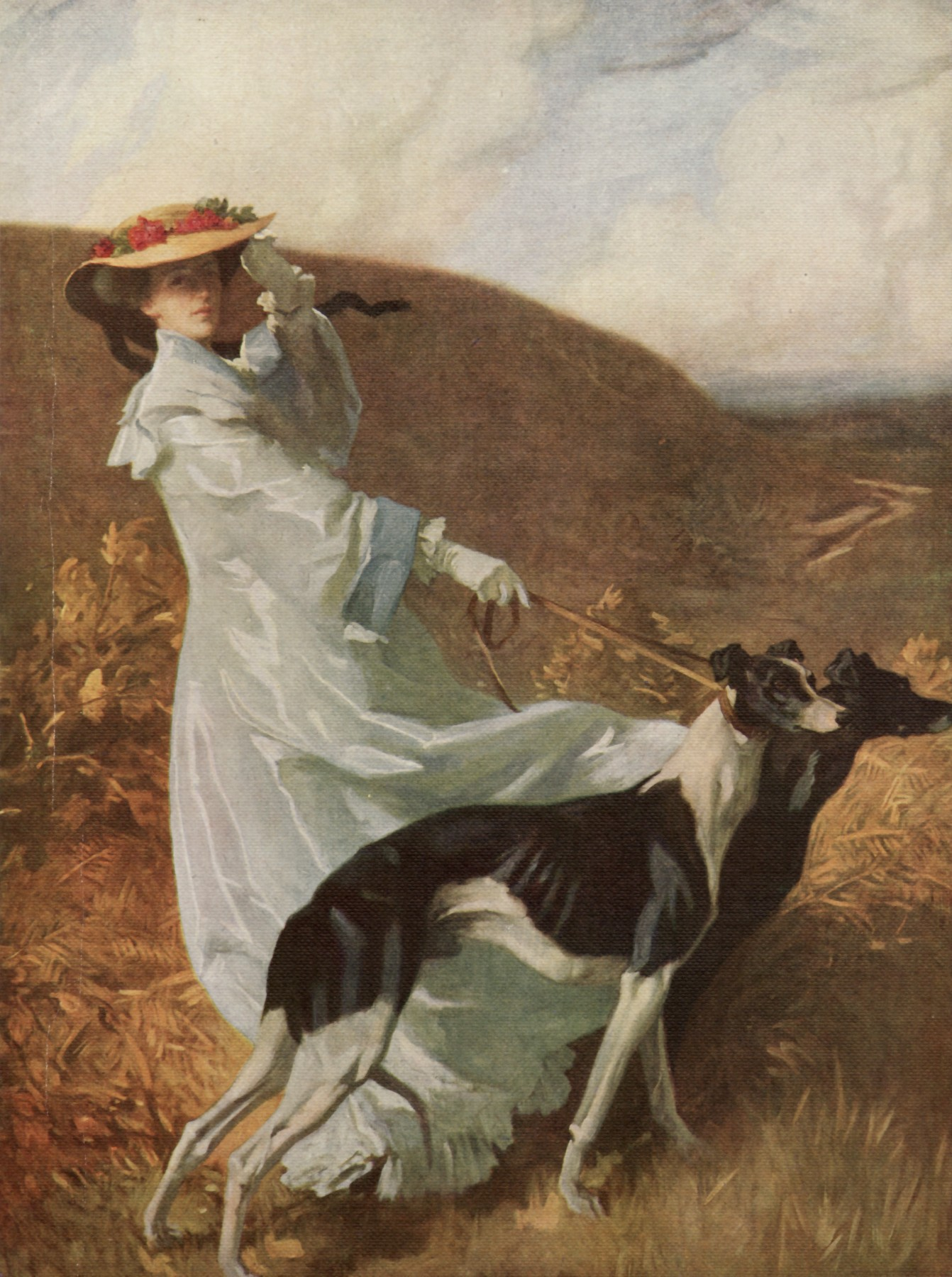
«Диана нагорий», Ч. В. Фарс, 1903-04
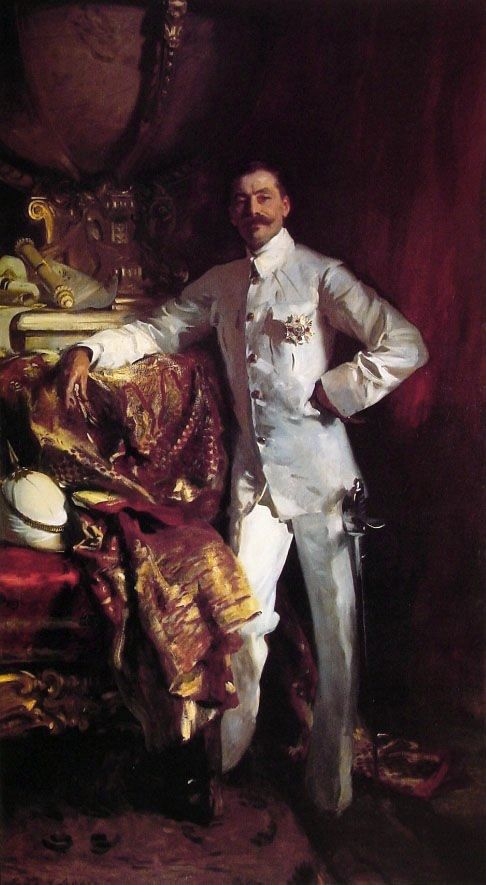
«Сэр Франк Светтенхэм», 1904, Джон Сарджент
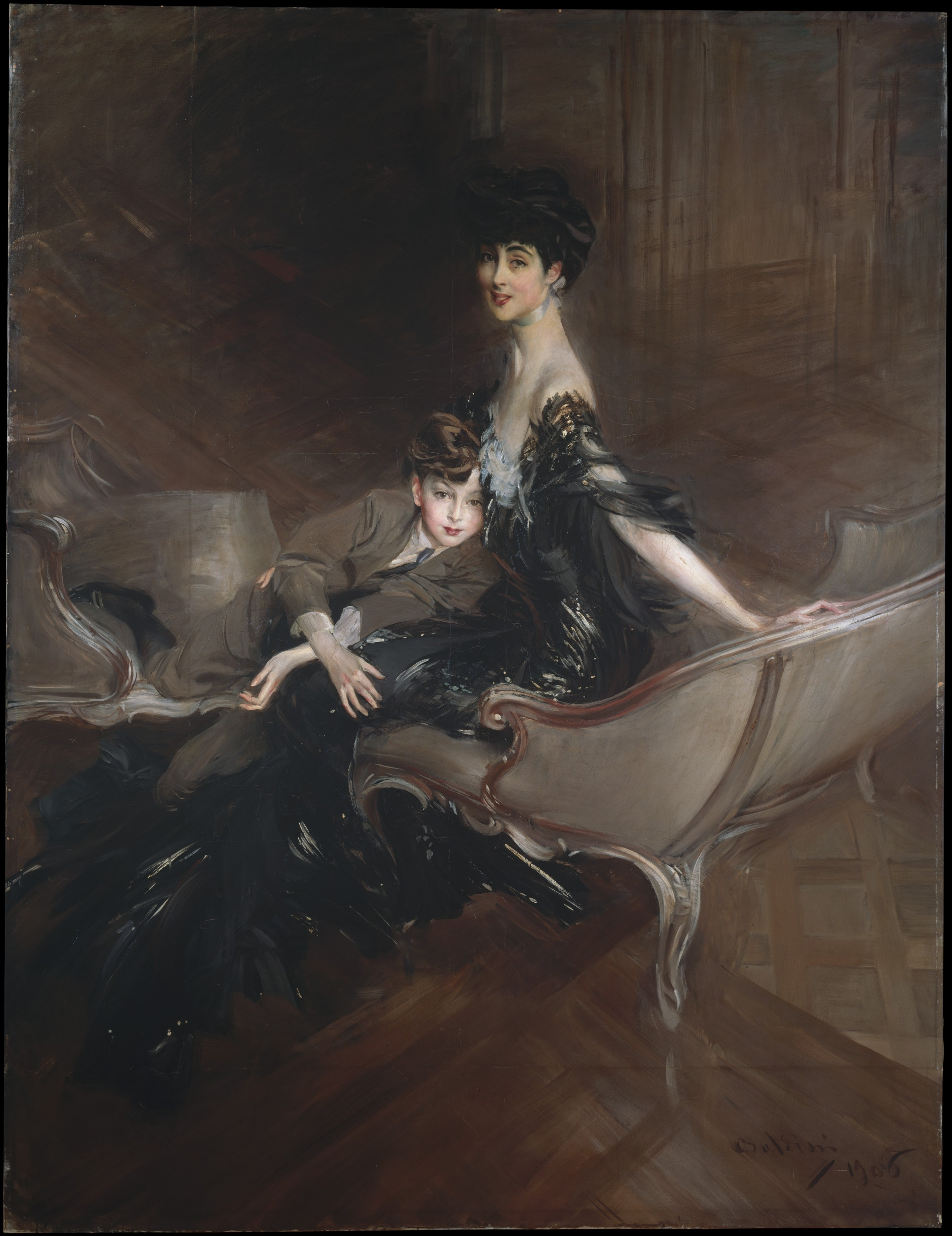
«Консуэло, герцогиня Мальборо и её сын лорд Айвор Спенсер-Черчилль», 1906, Джованни Больдини
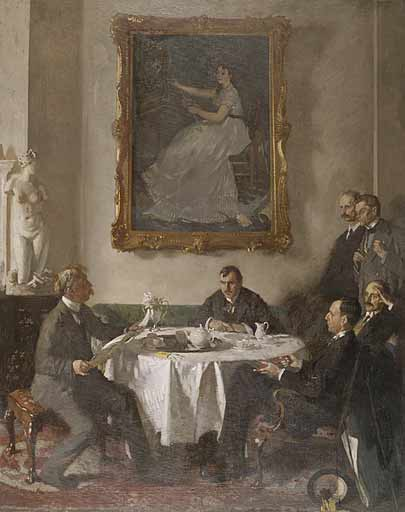
«В честь Мане», 1909, Уильям Орпен

### 1910-е
- 1910 — «Уильям Войер (недоступная ссылка)» (William Wauer), 1910, Оскар Кокошка
- 1911 — «Карл Хагенбек в своем зоопарке» (Carl Hagenbeck in his Zoo), 1911, Ловис Коринт
- 1912 — «Алиса в большой шляпе» (Alice wearing a Big Hat), 1912, Роже де ла Френе
- 1913 — «Граф Цеппелин» (Graf Zeppelin), 1914, Бернхард Панкок
- 1914 — «Портрет военного врача» (Portrait of an Army Doctor), 1914—15, Альбер Глез
- 1915 — «Автопортрет в виде Марса» (Self-portrait as Mars), 1915, Отто Дикс
- 1916 — «Портрет Всеволода Мейерхольда» (Portrait of Vsevolod Meyerhold), 1916, Борис Григорьев
- 1917 — «Портрет Хуго Коллера» (Portrait of Dr Hugo Koller), 1918, Эгон Шиле
- 1918 — «Командир (На палубе немецкой подлодки)» (The Commander (On the Deck of German U-Boat)), 1918, Клаус Берген
- 1919 — «Люния Чековска в черном» (Lunia Czechowska in Black), 1919, Амедео Модильяни

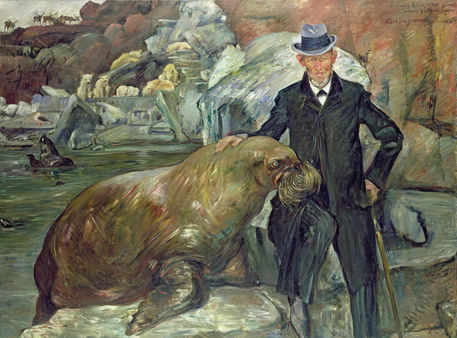
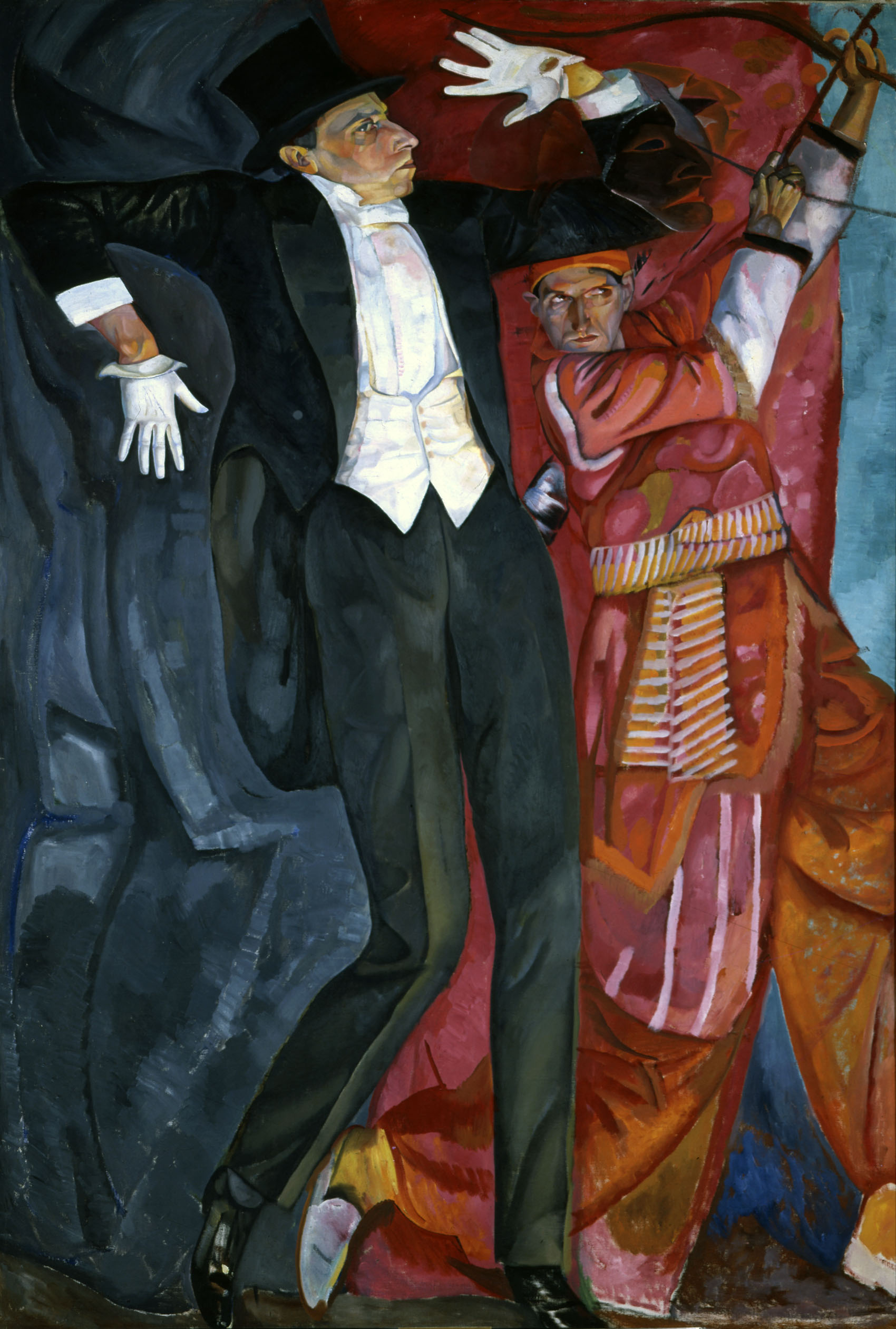
«Портрет Всеволода Мейерхольда», 1916, Борис Григорьев
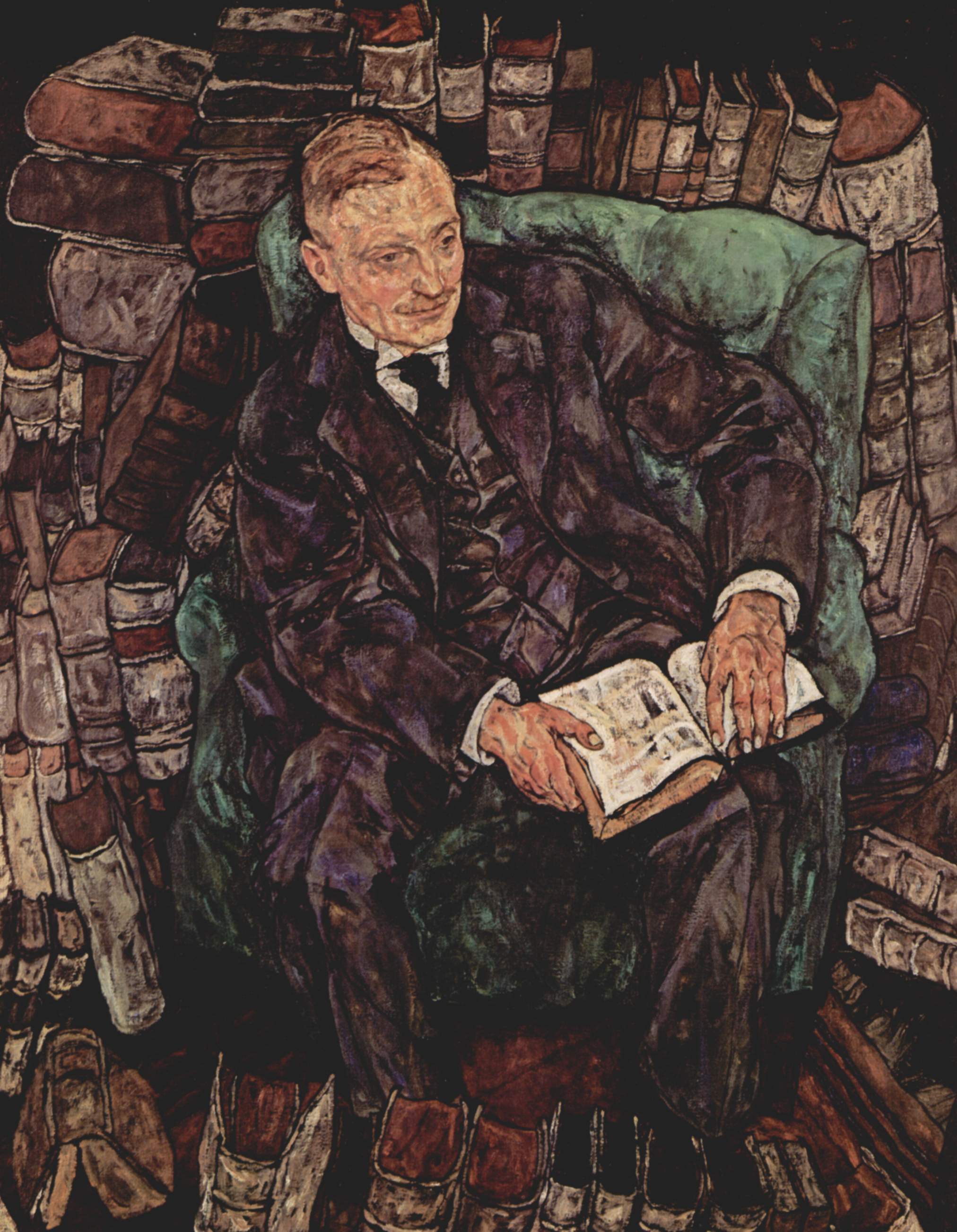
«Портрет Хуго Коллера», 1918, Эгон Шиле
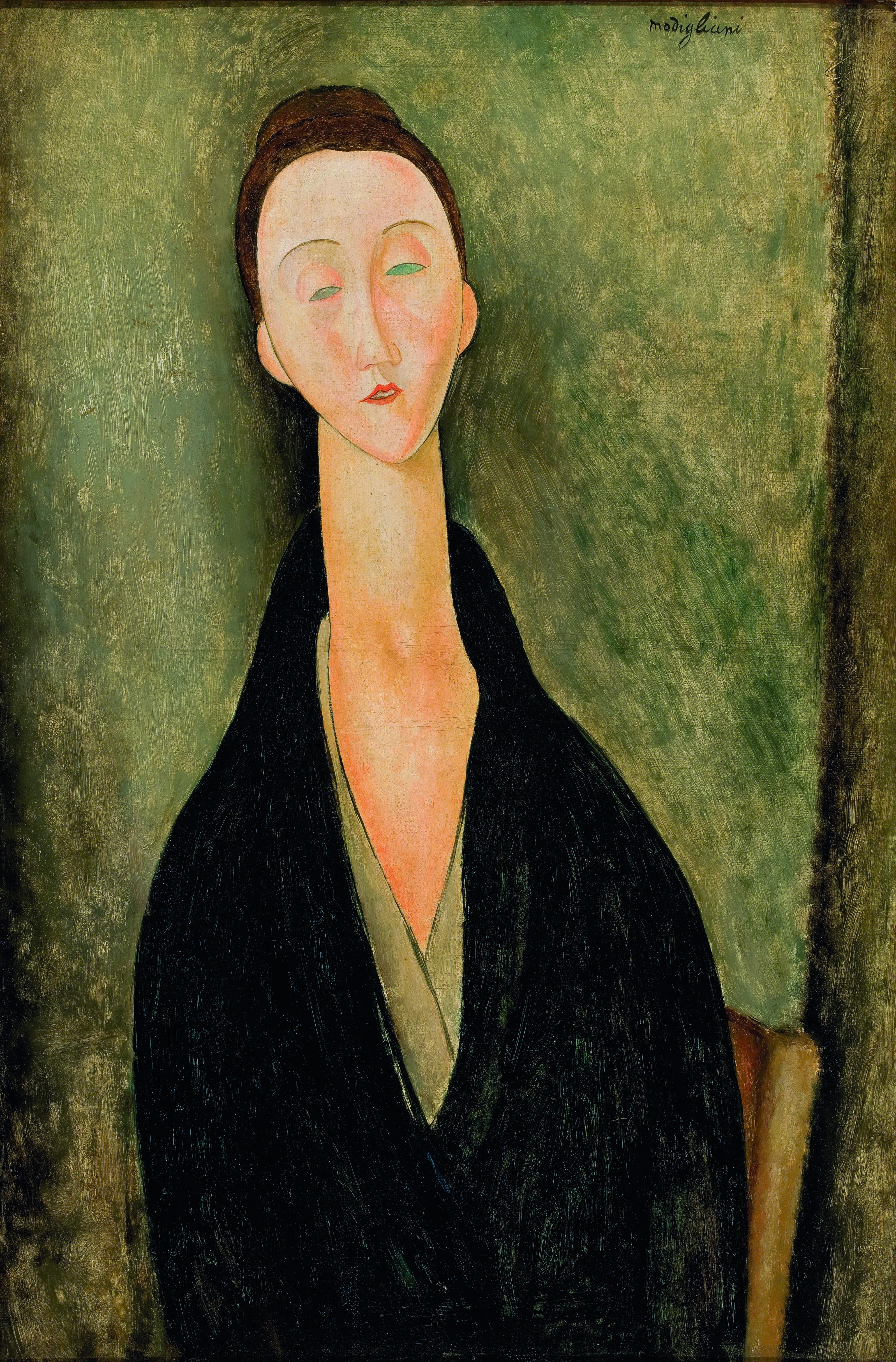
«Люния Чековска в черном», 1919, Амедео Модильяни

### 1920-е

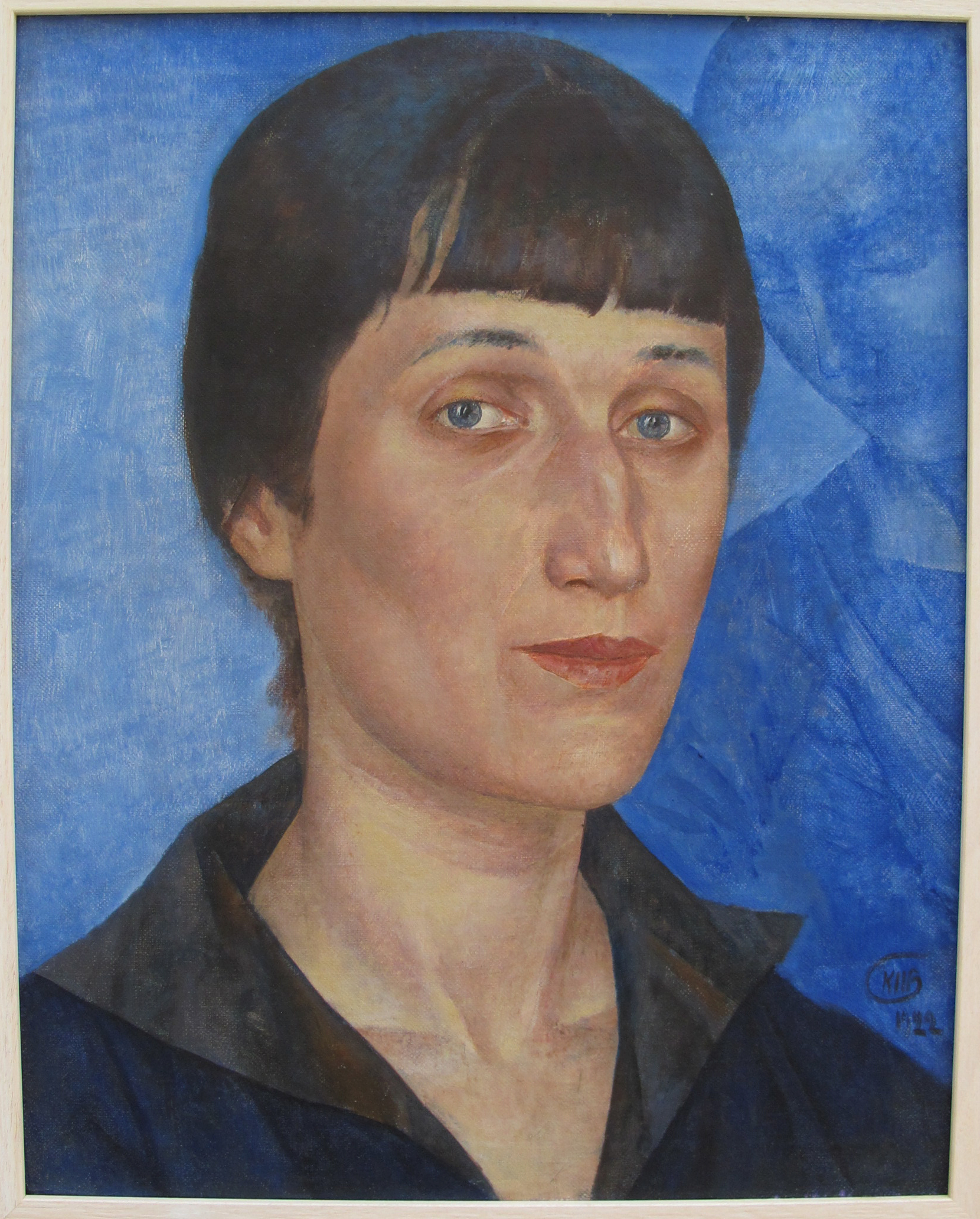
«Портрет Анны Ахматовой», К.Петров-Водкин

- 1920 — «Семейный портрет» (Family Picture), 1920, Макс Бекман
- 1921 — «Уинфред Рэдфорд» (Winifred Radford, Mrs Douglas Illingworth), 1921, Мередит Фрэмптон (Meredith Frampton)
- 1922 — «Портрет Анны Ахматовой» (Portrait of the Poet Anna Akhmatova), 1922, Кузьма Петров-Водкин
- 1923 — «Чарли Чаплин» (Cubist Charlie Chaplin), 1923-24, Фернан Леже
- 1924 — «Ленин на Красной площади» (Lenin in Red Square), 1924, Исаак Бродский
- 1925 — «Автопортрет (в зеленом Бугатти) Архивная копия от 21 июля 2007 на Wayback Machine» (Autoportrait in the green Bugatti), 1929, Тамара Лемпицка
- 1926 — «Автопортрет на фоне рекламной тумбы» (Self-portrait in front of Advertising Column), 1926, Георг Шольц
- 1927 — «Эдит Ситуэлл (недоступная ссылка)» (Edith Sitwell), 1927, Павел Челищев
- 1928 — «Сидни и Беатриса Вебб (Лорд и Леди Пассфилд)» (Sidney and Beatrice Webb (Lord and Lady Passfield)), 1928-29, Уильям Николсон
- 1929 — «Академик Иван Петрович Павлов» (Academician Ivan Petrovich Pavlov), 1930, Михаил Нестеров

### 1930-е
- 1930 — «У портнихи» (At the Dressmaker’s), 1930, Мари-Луиза фон Мотесицки
- 1931 — «Современники» (The contemporaries), 1931, Heinrich Hoerle
- 1932 — «Мейнард и Лидия Кайнз» (Maynard and Lydia Keynes), 1932, Уильям Робертс
- 1933 — «Портрет Дуче», Джерардо Доттори
- 1934 — «Автопортрет» (Self-portrait), 1934, Джордж Гершвин
- 1935 — «Две школьницы» (Two schollgirls), 1934-35, Джеймс Кауи (James Cowie)
- 1936 — «Jack and Jill», 1936-37, Уолтер Сикерт
- 1937 — «Ли Миллер» (Lee Miller), 1937, Пабло Пикассо
- 1938 — «Стивен Спендер», 1938, Уиндхем Льюис
- 1939 — «Pauline Waiting», 1939, Sir (Herbert) James Gunn

### 1940-е
- 1940 — «Автопортрет в лагере» (Self-portrait in the Camp), 1940, Феликс Нуссбаум
- 1941 — «Corporal J.M. Robins», 1941, Dame Laura Knight
- 1942 — «Evacuee Boy», 1942, Люсьен Фрейд  (недоступная ссылка)
- 1943 — «Sir Ernest Gowers and etc.», 1943, Meredith Frampton
- 1944 — «Havildar Kulbir Thapa», 1943-44, Уильям Колдстрим
- 1945 — «Каин, или Гитлер в аду» (Cain or Hitler in Hell), Жорж Грос,
- 1946 — «Анри Мишо», 1947, Жан Дюбюффе
- 1947 — «Светский раут в Майами» (Reception in Miami), 1948, Джек Левин  (недоступная ссылка)
- 1948 — «La Turbie» — Портрет сэра Джеймса Данна (Sir James Dunn), 1949, Сальвадор Дали,
- 1949 — «Сомерсет Моэм» (Somerset Maugham), 1949, Грэм Сазерленд

### 1950-е
- 1950 — «Дэйзи Бейтс» (Daisy Bates), 1950, Сидни Нолан (Sidney Nolan)
- 1951 — «Портрет Дафны Спенсер» (Portrait of Daphne Spencer), 1951, Стенли Спенсер (Stanley Spencer)
- 1952 — «Портрет Джона Минтона» (Portrait of John Minton), 1952, Люсьен Фрейд (Lucian Freud)
- 1953 — «Встреча» (The Meeting), 1953, Ричард Линднер (Richard Lindner)
- 1954 — «Дети, читающие комиксы» (Children Reading Comics), 1954, Питер Блейк (Peter Blake)  (недоступная ссылка)
- 1955 — «Студия» (The Studio), 1956, Ларри Риверс (Larry Rivers)
- 1956 — «Мишель Тапье и Стефан Люпаско» (Michel Tapié and Stéphane Lupasco), 1956, Карел Аппель (Karel Appel)
- 1957 — «Хелена Рубинштейн» (Helena Rubinstein), 1957, Уильям Добелл (William Dobell)
- 1958 — «Нелл и Джереми Сандфорд» (Nell and Jeremy Sandford), 1957, Джон Брэтби (John Bratby)
- 1959 — «Прощание с площадью Линкольна» (Farewell to Lincoln Square), 1959, Рафаель Сойер (Raphael Soyer)  (недоступная ссылка)

### 1960-е
- 1960 — «Adrian and Corinne Heath», 1960-61, Howard Hodgkin
- 1961 — «Dag Hammarskjöld», 1962, Ben Shahn
- 1962 — «The Colony Room», 1962, Michael Andrews
- 1963 — «Элвис Пресли» ((Double) Elvis), 1963, Энди Уорхол,  (недоступная ссылка)
- 1964 — «Head of a Man I (Diego)», 1964, Альберто Джакометти (Alberto Giacometti)
- 1965 — «Study for a Portrait of Togliatti as an Orator», 1965, Ренато Гуттузо (Renatto Guttuso)
- 1966 — «Firebird I», 1966, James Fitton
- 1967 — «Три этюда леди Изабель Роусторн», 1967, Фрэнсис Бэкон Архивная копия от 24 августа 2007 на Wayback Machine
- 1968 — «Swingeing London 67» (Миг Джаггер и арт-дилер Роберт Фрейзер), Р.Гамильтон (Richard Hamilton),
- 1969 — «Боб», 1969-70, Ч.Клоуз (Chuck Close)

### 1970-е
- 1970 — «Парк источников, Виши» (Le Parc des Sources), 1970, Дэвид Хокни (David Hockney)
- 1971 — «Study for Portrait», 1971, Фрэнсис Бэкон (Francis Bacon)
- 1972 — «Групповой портрет» (Group Picture), 1972, Вернер Тюбке (Werner Tübke)
- 1973 — «Ричард Никсон» (Richard Nixon — If I go, I’ll take you all with me), 1973, Джеральд Скарфе (Gerald Scarfe)
- 1974 — «Портрет Чарли Эбрю» (Portrait of Charlie Abrew), 1974, Мэгги Хэмблинг (Maggi Hambling)  (недоступная ссылка)
- 1975 — «Marina making up Luciano», 1975, Франц Гертш (Franz Gertsch)
- 1976 — «Эльке» (Elke), 1976, Георг Базелиц (Georg Baselitz)  Архивная копия от 28 сентября 2007 на Wayback Machine
- 1977 — «Визит в Лондон» (A Visit to London (Robert Creely and Robert Duncan)), 1977-79, Р. Б. Кайтеж (R.B.Kitaj)
- 1978 — «Фигура» (Figure), 1978, Филип Гастон (Philip Guston)
- 1979 — «J.Y.M. Seated IV», 1979, Франк Ауэрбах (Frank Auerbach)

### 1980-е
- 1980 — «Портрет Патрика Уайта» (Portrait of Patrick White at Centennial Park), 1979—1980, Бретт Уайтели (Brett Whiteley)
- 1981 — «Лорд Вольво и его поместье», (Lord Volvo and his Estate) 1981, Хамфри Оушен (Humphrey Ocean)
- 1982 — «Без названия #97» (Untitled #97), 1982, Синди Шерман (Cindy Sherman)
- 1983 — «Taking Stock», 1983-84, Ганс Хааке (Hans Haacke)
- 1984 — «Портрет Энди Уорхола в виде банана» (Brown Spots (Portrait of Andy Warhol as a Banana)), 1984, Ж.-М. Баския (Jean-Michel Basquiat)
- 1985 — «Сэр Адам Томсон» (Sir Adam Thomson), 1985-86, Джон Воннакот (John Wonnacott)
- 1986 — «She Ain’t Holding Them Up, She’s Holding On», 1986, Соня Бойс (Sonia Boyce)
- 1987 — «Томас Кинилли» (Thomas Keneally, A.O.), 1987, Бернд Генрих (Bernd Heinrich)
- 1988 — «Примо Леви I» (Primo Levi I (Periodic Table)), 1988, Ларри Риверс (Larry Rivers)  (недоступная ссылка)
- 1989 — «Я в Гамбурге» (Me in Hamburg), 1989, А. Р. Пенк (A. R. Penck)

### 1990-е
- 1990 — «Ли Бауэри» (Leigh Bowery (Seated)), Л.Фрейд (Lucian Freud),
- 1991 — «Portrait of Francesco, Julian and Bruno», 1991, Jiri Georg Dokoupil
- 1992 — «Branded», 1992, Дженни Савиль
- 1993 — «Two Figures Lying in a Shallow Stream», 1993, Philip Harris
- 1994 — «The Mask», 1994, Mai Jinyao (K.S.Mak)
- 1995 — «Дэвид Боуи и Иман», 1995, С.Файнер (Stephen Finer), (1995)
- 1996 — «Билл Гейтс» (Photo-Mosaic of Bill Gates), 1995-96, Р.Сильверс (Robert Silvers)
- 1997 — «The Art of the Game» (Дэвид Бекхэм, Эрик Кантона и другие игроки Манчестерс Юнайтед), М.Брауни (Michael Browne),  Архивировано 20 апреля 2013 года.
- 1998 — «Wanganui Heads», худ. Дж. Берд (John Beard),
- 1999 — «Pauline K.», 1999, Gary Hume
- 2000 — «boy/girl diptych», худ. М.Сент-Джеймс (Marty St James),  Архивная копия от 28 сентября 2007 на Wayback Machine

## Издание
- Painting The Century: 101 Portrait Masterpieces 1900—2000. Каталог выставки. Robin Gibson, предисловие — профессор Norbert Lynton. NY, 2001. ISBN 1-85514-289-9
- Предпросмотр каталога на сайте archive.org